# Kerstin-Maria Stalín
Kerstin-Maria Stalín, sedan 2009 Kerstin-Maria Aronsson, född Jansson 8 augusti 1937 i Östersund, är en svensk politiker (miljöpartist). Hon var ordinarie riksdagsledamot 1998–2004, invald för Dalarnas läns valkrets.

## Biografi
Stalín är legitimerad psykolog, har varit gift två gånger och har barn samt bor i Lidköping.
Hon har varit kommunalpolitiker i Borlänge och landstingspolitiker i Dalarnas län.[källa behövs]
Stalín var riksdagsledamot 1998–2004. I riksdagen var hon ledamot i socialförsäkringsutskottet 1998–2002 och socialutskottet 2002–2004. Hon var även suppleant i arbetsmarknadsutskottet, socialförsäkringsutskottet och utbildningsutskottet. Stalín avsade sig uppdraget som riksdagsledamot från och med 15 november 2004 och Jan Lindholm utsågs därmed till ny ordinarie riksdagsledamot.